# Lenka Ilavská
Lenka Ilavská (5 de mayo de 1972) es una deportista eslovaca que compitió en duatlón y ciclismo en ruta. Ganó una medalla de bronce en el Campeonato Mundial de Duatlón de Larga Distancia de 2002.

## Palmarés internacional
| Campeonato Mundial | Campeonato Mundial | Campeonato Mundial | Campeonato Mundial |
| Año                | Lugar              | Medalla            | Prueba             |
| ------------------ | ------------------ | ------------------ | ------------------ |
| 2002               | Weyer ( Austria)   | Medalla de bronce  | Individual         |